# Севастопольский парк
Севастопольский парк (бел. Севастопальскі парк) — лесной массив в Первомайском районе Минска.

## География
Географически парк находится в границах улиц Севастопольская — Логойский тракт — Славинского — Кедышко.

## История
Исторически Севастопольский парк состоит из нескольких участков: сквера, отделённого от основной части улицей Большая Слепня, и лесного массива вдоль улицы Севастопольская, который разделён на две части улицей Кнорина.
Сквер по ул. Кедышко, имеющий площадь 9,3 га, был заложен в 1979 году для использования в целях кратковременного и транзитного отдыха. Основными породами в насаждениях сквера являются клён остролистный, ель колючая, берёза, липа. У мест снесённой усадебной застройки — плодовые деревья.
Зелёный массив по ул. Севастопольской площадью 67,1 га был заложен в 1954 году и изначально выполнял функции санитарно-защитной зоны Зеленовского водозабора, что и определило состав и структуру насаждений данного массива. Насаждения закладывались без определённого плана, преимущественно в виде рядовых посадок. Ассортимент пород также не был разнообразен — в посадках использовался преимущественно тополь, осина. Клён, липа, берёза использовались только как дополнительные породы. В последующие годы и до настоящего времени проводится дополнение посадок.
Со временем Севастопольский парк был окружён жилой застройкой. В истории зелёного массива было несколько попыток реконструкции:
- В 1970-х годах проект благоустройства был разработан ГПИ «Минскпроект».
- В конце XX века массив был определён для реконструкции «Программой по строительству и благоустройству объектов благоустройства и озеленения в г. Минске на 1998—2002 гг.»

Поскольку у Мингорисполкома было намерение построить через парк скоростную автодорогу, которая должна была стать частью III городского кольца, то эти проекты не были реализованы. Впоследствии жители окрестных домов вступили в жаркие споры с властями Минска, в результате чего решение вопроса было отложено.
В настоящее время используется для отдыха жителями близлежащих домов. Статус парка должен быть присвоен в результате реконструкции территории с выполнением соответствующего благоустройства, но название «Севастопольский парк» уже используется горожанами.

## Проект реконструкции
В настоящее время разработан план реконструкции Севастопольского парка. В соответствии с Системой градостроительных регламентов Генерального плана Минска проектируемая территория включена в состав ландшафтно-рекреационной зоны 86ЛР2 с режимом освоения «реконструкция с изменением параметров использования». Территория зоны в границах проектирования (в границах красных линий) составляет 84,1 га. Однако после вывода объектов не соответствующих регламентам Генерального плана г. Минска территория увеличится ещё на 25,9 га.
В Севастопольском парке планируется создать несколько зон отдыха для детей различных возрастных категорий. Основные центры — для детей от 6 до 12 лет. Подросткам старшей возрастной группы 12-16 лет — отводятся площадки для занятий экстремальными видами спорта.
Планируется, что кафедра «Спортивной медицины» Белорусского государственного университета физической культуры и Витебский учебно-методический центр физического воспитания населения совместно разработают маршруты для оздоровительного бега и ходьбы на территории будущего Севастопольского парка. В проекте создание так называемых чёрных, красных и зелёных трасс — различных по силовым нагрузкам, возрасту и условиям рельефа.
Также в Севастопольском парке проектируется площадка для «аджилити».

## Разное
В Севастопольском парке расположен Республиканский реабилитационный центр для детей-инвалидов и школа-интернат № 14 для слабослышащих детей.